# Wilhelm Koenig
Wilhelm Koenig (* 9. Dezember 1826; † 29. Dezember 1894 in Oberzell) war der Sohn des Schnellpressenbauers Friedrich Koenig und Erfinder der Zweifarbendruckmaschine.

## Leben
Koenig führte gemeinsam mit seinem Bruder Friedrich von Koenig die Maschinenfabrik Koenig & Bauer nach dem Tod der Gründer weiter. 1850 konstruierte er eine Eisenbahnbewegungsmaschine. 1854 wurde die sechsfache Maschine konstruiert. 1864 baute er zum ersten Mal die Zweifarbendruckmaschine und 1867 die Doppeltiegelmaschine. 1878 kam die erste Druckmaschine mit einem vierwalzigen Doppelfarbwerk der Fabrik Koenig & Bauer auf den Markt. 1885 baute er gemeinsam mit R. Börner die erste Rotationsdruckmaschine für veränderliche Formate. 1888 wurde diese zu einer Vierfarben-Rotationsmaschine für die „Expedition der Reichspapiere“ in Sankt Petersburg ausgebaut. Anfang der 1890er-Jahre begann König den Bau von Spezialmaschinen für den Druck von Wertpapieren, unter anderen die Fünffarben-Bogenmaschine mit dem Namen „Payne“.